# Pecluma paradiseae
Pecluma paradiseae är en stensöteväxtart som först beskrevs av Georg Heinrich von Langsdorff och Fisch., och fick sitt nu gällande namn av Michael Greene Price. Pecluma paradiseae ingår i släktet Pecluma och familjen Polypodiaceae. Inga underarter finns listade.